# Alfréd Wetzler
Alfréd Wetzler (álnév: Jozef Lánik; Nagyszombat, 1918. május 10. – Pozsony, 1988. február 8.) az auschwitzi koncentrációs táborban volt zsidóként fogoly. Egy másik fogollyal együtt azon kevesek között volt, akiknek sikerült megszökniük onnan. Tőlük származik az auschwitzi jegyzőkönyvek vagy jelentések egyike, amelyek feltárták a világ előtt a nácik által ott elkövetett atrocitásokat, különösen a zsidók gyilkolásának népirtás jellegét.

## Élete

### Deportálása előtt
Alfréd Wetzler munkáscsaládban született, amelynek még három gyermeke volt. Gimnáziumban tanult, de anyagi okok miatt nem fejezte be. 1936-tól kezdve munkásként dolgozott 1940-ig, amikor Szlovákia már független állam, de Németország csatlósa volt, és antiszemita törvényei voltak. Wetzlert zsidóként munkaszolgálatra sorozták be. Téglagyárba jutott, és 1941-ben szabotázs vádjával letartóztatták, négy hónapon át ült börtönben Pozsonyban, majd kiengedték. Kevéssel azután hlinkagárdisták a szeredi gyűjtő- és munkatáborba vitték. 1942 áprilisában azt közölték az internáltakkal, hogy ezer ember mehet önkéntesen mezőgazdasági munkára, de nem mondták meg hova, és Wetzler jelentkezett közéjük.

### Auschwitzban
Az ezer embert 1942. április 13-án az Auschwitz I koncentrációs táborba vitték, és Wetzlernek a 29162-es fogolyszámot tetoválták az alkarjára. A még nem egészen felépült Auschwitz II–Birkenau közeli táborba vitték át, és embertelen körülmények között kellett végeznie fizikai munkát kb. három hónapig.
Wetzlernek viszonylagos szerencséje volt, mivel a következő időszakban, a szökéséig írnokként használták előbb egy ún. „kórházban”, ahol inkább csak meghaltak az ott lévő beteg vagy balesetet szenvedett foglyok. Wetzler az ott meghaltak és az elgázosításra kiválasztottak nyilvántartását végezte. 1943. január 15-ig dolgozott ott, majd ugyanolyan munkára áttették a halottasházba. 1943 júniusában egy barakk írnoka lett, amely Blockältestéje (fogoly barakkfőnöke) honfitársa, Arnošt Rosin volt.

### A szökés

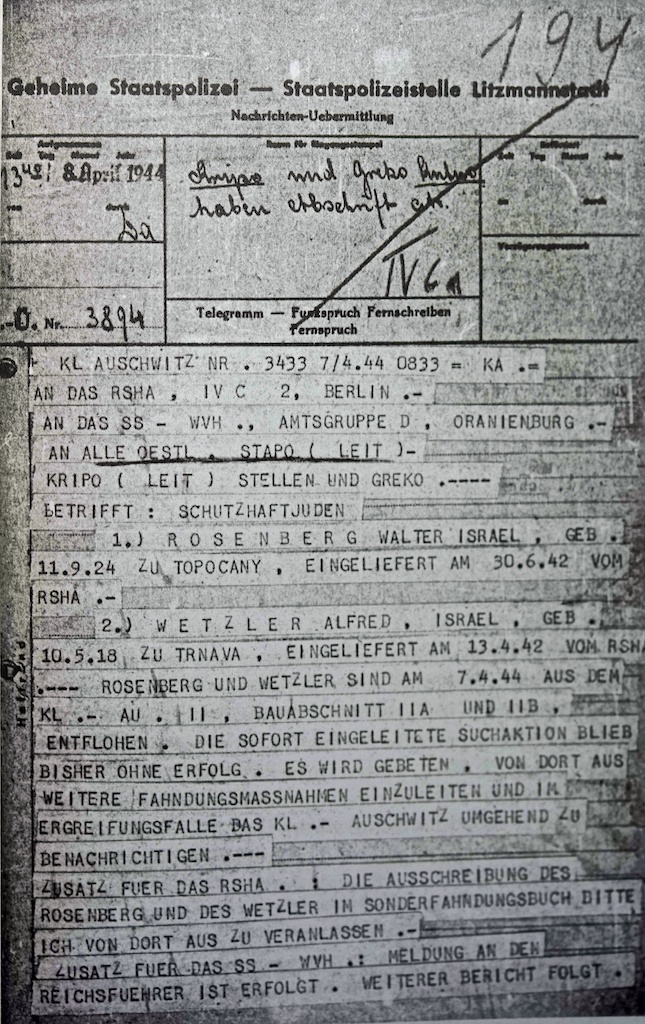
1944. április 8-i, a szökést jelentő Gestapo távirat

Wetzler találkozott a táborban Walter Rosenberggel, aki később a Rudolf Vrba nevet vette fel. Ő is írnok volt, és még Nagyszombatról ismerték egymást. 1944 tavaszán elhatározták, hogy meg fognak szökni. Vrba később azt állította, hogy szándékuk nemcsak az volt, hogy kiszabaduljanak, hanem az is, hogy értesítsék a külvilágot és figyelmeztessék a még el nem deportált zsidókat arról, ami a táborban történik, annál is inkább, mert munkálatok folytak a kiterjesztésére. Több társuk segített nekik beszerezni a szökésre szükséges dolgokat: ruhákat, élelmet, gyógyszereket, cigarettát stb. Volt már egy rejtekhely deszkák között a tábor külső és belső kerítése között, ahol éppen építkeztek, és nem őrizték éjjel. Használta már négy fogoly, akik három napig rejtőzködtek ott megszökésük előtt, de elfogták őket egy hét múltán.
Április 7-én Vrba és Wetzler elrejtőzött és két társuk visszarendezte a deszkákat, hogy álcázzák a rejtekhelyet. Tudták az előző szökések nyomán, hogy az SS-ek három napig keresik a szökevényeket a tábor területén, következésképpen április 10-én este bújtak ki a rejtekhelyükről.
A két szökevény csak gyalog ment, kerülve a nyílt terepeket és a helységeket, lehetőleg erdőkben és inkább éjjel. Nagyjából a Soła folyót követték, amely a Lengyelország és Szlovákia közötti hegyekből ered. Néhányszor majdnem elfogták őket, és egyszer német tábori csendőrök feléjük lőttek, de nem találták el őket. Olykor ételt kaptak és aludhattak elszigetelt házakban lakó lengyel parasztoknál. Ezek közül az utolsó a szlovák határig vezette őket.

### A szökés után
Wetzler és Vrba április 21-én lépték át a határt és egy földjét szántó sziklaszorosi paraszttal találkoztak. Ez megvendégelte őket és értesítette arról, hogy a közeli Csaca városban van egy zsidó orvos, majd elvitte őket hozzá. Akkoriban Szlovákiában ideiglenesen le voltak állítva a deportálások. Véletlenül Vrba ismerte az orvost. Ez értesítette a hatóságok utasítására létrehozott Szlovákiai Zsidó Tanácsot a szökevények érkezéséről. Wetzler és Vrba Zsolnára mentek, ahol találkoztak a tanács képviselőivel, akik Pozsonyból jöttek meghallgatni őket. Elmondták, amit megismertek az auschwitzi táborról, és Vrba a majdanekiről is, ahova előbb deportálták, mondottaikat pedig a tanács egyik képviselője írott jelentés alakjában rögzítette.
A tanács utasítására a két barát hat hétig Liptószentmiklóson lakott hamis papírokkal és a tanács által biztosított szerény jövedelemmel.
Wetzler Pozsonyba költözött, ahol másik barátjával, Czesław Mordowiczcsal lakott együtt, akit még Auschwitzból ismert, és aki 1944. május 27-én szökött meg Arnošt Rosinnal. Wetzlernek volt egy testvére, aki családjával Nyitrán lakott. Egyszer Mordowiczcsal együtt utaztak oda, hogy meggyőzzék őket, költözzenek Pozsonyba, ahol könnyebben próbálhatták elkerülni a elhurcolásukat, ugyanis a deportálások újrakezdődtek. Nem találkozhattak, mert Wetzlert és Mordowiczot igazoltatták hlinkagárdisták, akik székházukba akarták vinni őket személyazonosságuk ellenőrzésére. A két barátnál volt pisztoly, a levegőbe lőttek, és sikerült elszökniük.
1944 augusztusában Szlovákiában partizánok harcoltak a hatóságok ellen, ezért augusztus 29-én német csapatok elkezdték az ország megszállását. Akkor kitört ellenük a Szlovák nemzeti felkelés. Vrba résztvett benne és miután a felkelést leverték, partizánként harcolt tovább. Wetzler csatlakozott hozzá 1945 februárjában, de márciusban elfogták a németek. Hamarosan megmenekült annak köszönhetően, hogy a börtönt eltalálta a Vörös Hadsereg tüzérsége.

### A háború után
A háború befejeztével Wetzler Pozsonyban telepedett le és feleségül vette honfitársát, Etelát, akit Auschwitzban ismert meg. Egy lányuk volt.
Wetzler feleségével együtt belépett a kommunista pártba. Szerény élete volt. A Roháč szatirikus lapnál volt szerkesztő, majd több vállalat alkalmazottja.
Nem volt része elismerésekben a háború alatti múltjáért, de többször felidézte ezt Jozef Lánik álnéven, amely alatt szökése után élt. Először ezt egy 1945-ben kiadott könyvecskében tette, majd egy 1946-ban megjelent könyvben. 1961-ben Adolf Eichmann pere számára adott tanúvallomást, majd a vád tanúja volt az 1963–1965-ös Frankfurt am Mainban megtartott auschwitzi háborús bűnösök pereiben. 1964-ben adták ki utolsó könyvét, egy életrajzi regényt deportálása és szökése időszakáról, amely magyarul is megjelent.
Az 1968-as prágai tavasz után Wetzlert kizárták a kommunista pártból, és következésképpen társadalmilag elszigetelődött. 1970-ben rokkant nyugdíjas lett, de 1979-től 1987-ig még részidőben egy könyvtárban dolgozott. 1988-ban halt meg.
Elismerésekben csak posztumusz, sokkal az 1989-es rendszerváltozás után volt része. 1997-ben a Ľudovít Štúr érdemrend második fokozatával, 2007-ben pedig a Milan Rastislav Štefánik-kereszt első fokozatával tüntették ki. Ugyanabban az évben szülővárosa, Nagyszombat tiszteletbeli polgára lett.

## A Vrba–Wetzler-jelentés
Wetzler és Vrba jelentése egyes forrásokban „Auschwitz-jegyzőkönyv” (Auschwitz Protocol), másokban „Auschwitz-jelentés” (Auschwitz Report) néven jelenik meg. Ez egyike annak a három jelentésnek, amelyek az Auschwitz Protocols (Auschwitzi jegyzőkönyvek) vagy Auschwitz Reports (Auschwitzi jelentések) néven ismertek. Ezek Washingtonba is eljutottak, a Háborús Menekültek Hivatalába. 1944. november 18-án angol nyelvű változatukat a hivatal gépelt szöveg alakjában eljuttatta a sajtóhoz. Ebben az alakban a Vrba–Wetzler jelentés 27 és fél oldalt foglal el a dokumentum összesen 57 oldalából. November 26-án a hivatal kiadta a három jelentést egy 30 oldalas könyv alakjában. Ebben a jelentés a 7-től a 18. oldalig terjed, és az első két fejezetét képezi annak, ami Report No. 1 The Extermination Camps of Auschwitz (Oswiecim) and Birkenau in Upper Silesia (1. sz. jelentés Az auschwitzi (oswiecimi) és birkenaui megsemmisítő táborok Felső Sziléziában) címmel jelenik meg.